# Гваздынский уезд

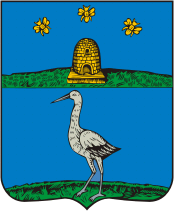
Герб Гвоздева (1781)

Гваздынский уезд (Гвоздевский уезд) — уезд в составе Тамбовского и Воронежского наместничеств Российской империи, существовавший в 1779—1796 годах. Центр — город Гвоздев (Гвазда).
Гваздынский уезд был образован 16 сентября 1779 года при учреждении Тамбовского наместничества. Его центром стал город Гвазды, преобразованный из одноимённого села. 3 августа 1782 года Гваздынский уезд был передан в Воронежское наместничество.
31 декабря 1796 года Гваздынский уезд был упразднён, а город Гвоздев (Гвазда) преобразован в село.